# Diócesis de Ulcinj
La diócesis de Ulcinj, de Dulcigno, de Olcini o de Olgun (en latín: Dioecesis Dulcinensis o Ulciniensis, en italiano: Diocesi di Dulcigno y en albanés: Dioqeza e Ulqinit) fue una circunscripción eclesiástica de la Iglesia católica en Montenegro. Se trataba de una diócesis latina, sufragánea de la arquidiócesis de Bar. Fue suprimida en 1571 y restaurada como diócesis titular en 1933 con el nombre de diócesis de Ulcinium. Desde el 10 de marzo de 2022 su obispo titular es Maciej Małyga.

## Territorio y organización
La diócesis extendía su jurisdicción sobre los fieles católicos de rito latino residentes en parte de la costa del mar Adriático en la actual Montenegro en el área de la ciudad de Ulcinj.
La sede de la diócesis se encontraba en la ciudad de Ulcinj, en donde se hallaba la Catedral de la Virgen María.

## Historia
La diócesis de Ulcinj, en la costa del mar Adriático, tiene orígenes inciertos. El primer obispo, del que existen testimonios históricos, aunque se desconoce su nombre, ocupó la cátedra de Ulcinj en 877, con motivo del sínodo de Dumno, en el que la diócesis aparece como sufragánea de la arquidiócesis de Doclea.
La diócesis aparece también en una Notitia Episcopatuum del patriarcado de Constantinopla a finales del siglo X, entre las sufragáneas de la arquidiócesis de Durazzo; es la única mención de esta sede entre las fuentes documentales griegas.
En 1034 pasó a formar parte de la provincia eclesiástica de la arquidiócesis de Bar (o Antivari); en 1078 pasó a ser sufragánea de la arquidiócesis de Ragusa, pero en 1174 volvió a la provincia eclesiástica de Antivari.
En 1420 la ciudad y su territorio pasaron a formar parte de la República de Venecia. La diócesis se organizó con una serie de iglesias y monasterios.
El 4 de septiembre de 1517 el obispo de Dulcigno Lorenzo Boschetti, fue promovido a la arquidiócesis de Antivari, pero conservó la diócesis de Dulcigno unida in persona episcopi.
El 27 de febrero de 1532 se unió a la diócesis de Budva. Sin embargo, en 1558 se nombró un nuevo obispo, tras cuyo fallecimiento la sede quedó vacante y quedó bajo la administración de los arzobispos de Antivari.
En 1571 la ciudad fue conquistada por los otomanos, la población católica fue masacrada o huyó, las iglesias y estructuras cristianas fueron destruidas, incluida la catedral dedicada a la Virgen María y el monasterio benedictino de San Nicolás.

### Diócesis titular
Desde 1933 Ulcinj figura entre las sedes episcopales titulares de la Iglesia católica como diócesis de Ulcinium. Desde el 10 de marzo de 2022 su obispo titular es Maciej Małyga, obispo auxiliar de Breslavia.

## Episcopologio
- Anónimo † (mencionado en 877)
- Anónimo † (mencionado en 1022)[2]
- Anónimo † (?-circa 1030 falleció)
- Anónimo ? † (mencionado en 1120)[nota 3]
- Anónimo (Giovanni I ?) † (antes de 1142-diciembre de 1153 depuesto)[nota 4]
- Giovanni II † (antes de 1166-después de 1168[3])
- Paolo † (mencionado en 1189)[4]
- Natale † (mencionado en 1199)
- Marco † (antes de 1242[5]-circa 1260 falleció?)[nota 5]
- Grobina † (circa 1260-?)[6]
- Anónimo † (mencionado en 1283)[7]
- Miroslav † (?-circa 1331 falleció)[nota 6]
- Tommaso, O.P. † (24 de septiembre de 1331-17 de agosto de 1334 nombrado obispo de Cattaro)
- Bonagrazia dall'Aquila, O.F.M. † (17 de agosto de 1334-31 de mayo de 1342 nombrado obispo de Pula)
- Antonio, O.S.B. † (9 de febrero de 1343-1349 renunció)
- Pietro I, O.P. † (2 de septiembre de 1349-1354 falleció)
- Giovanni da Vicenza † (19 de noviembre de 1354-circa 1360 falleció)[nota 7]
- Nicola † (circa 1360-después de 1369)
  - Marino Trifone † (mencionado en 1369) (intruso)[8]
- Matteo † (antes del 21 de junio de 1406[nota 8]-circa 1410 falleció)
- Taddeo † (11 de agosto de 1410-? falleció)
- Giovanni da Brescia, O.F.M. † (12 de enero de 1411-?)
- Nicola Wallibassa † (14 de marzo de 1414-24 de mayo de 1424 nombrado obispo de Drivasto)
- Francesco da Scutari, O.F.M. † (24 de mayo de 1424-?)
- Pietro II † (15 de marzo de 1435-circa 1441 falleció)
- Paganino † (2 de junio de 1441-circa 1481 falleció)
- Martino Segona † (20 de marzo de 1482-1485 falleció)
- Marino Gamba † (21 de octubre de 1485-después de 1509? falleció)
- Lorenzo Boschetti † (1515-11 de septiembre de 1517 nombrado arzobispo de Antivari)
- Giovanni Armani † (10 de diciembre de 1522-?)
- Pietro Malgareso, O.F.M. † (29 de noviembre de 1528-1532 renunció)
  - Sede unida a Budva[nota 9]
- Andrea Jubiza † (23 de marzo de 1558-circa 1565 falleció)
  - Sede suprimida

### Obispos titulares
- Simon Konrad (Josef) Landersdorfer, O.S.B. † (27 de octubre de 1968-30 de noviembre de 1970 renunció)
- José Gonçalves da Costa, C.SS.R. † (19 de agosto de 1975-19 de abril de 1979 sucedió al arzobispo de Niterói)
- William Henry Keeler † (24 de julio de 1979-10 de noviembre de 1983 nombrado obispo de Harrisburg)
- Fernando Antônio Figueiredo, O.F.M. (21 de enero de 1984-12 de noviembre de 1984 nombrado obispo coadjutor de Teófilo Otoni)
- Józef Pazdur † (18 de diciembre de 1984-7 de mayo de 2015 falleció)
- Maciej Małyga, desde el 10 de marzo de 2022